# Verbování
Verbování je archaický a expresivní výraz pro nábor nových vojáků, také rekrutů, prováděný verbíři.
Odchylný pojem je odvod branců  do armády pro základní vojenskou službu, resp. zjišťování způsobilosti k vojenské službě.

## V umění
Verbování je námětem umění, zejména literatury a textů písniček.